# The New Magdalen (film 1912)
The New Magdalen è un cortometraggio muto del 1912 diretto da Herbert Brenon conosciuto poi anche con il titolo A Designing Woman in una riedizione del 1916. Il film era interpretato da Vivian Prescott, Jane Fearnley, William R. Dunn, William E. Shay. La sceneggiatura firmata dallo stesso regista si basa sull'omonimo romanzo di Wilkie Collins che venne adattato per lo schermo nel 1910 con The New Magdalen, diretto da Joseph A. Golden e nel 1914 con The New Magdalen, diretto da Travers Vale.
Prodotto dalla Independent Moving Pictures Co. of America (IMP), aveva come interpreti Vivian Prescott, Jane Fearnley, William R. Dunn, William E. Shay.

## Trama
Uscita dal carcere, Mercy Merrick, mandata dal console francese, si reca alla missione del reverendo Gray per trovarvi assistenza. Gray la manda in Francia come infermiera militare. Lì, in ospedale, Mercy incontra Grace Roseberry, un'artista che ha accettato un invito della signora Holmcroft, il cui figlio Horace è corrispondente di guerra in Francia. Dopo che Mercy ha raccontato a Grace la sua storia e della sua fedina penale, Grace viene colpita da un proiettile, apparentemente morta. Mercy, allora, decide di approfittare della situazione e prende dalla borsa della donna il suo passaporto e la lettera della signora Holmcroft dove Grace veniva invitata a casa di quest'ultima. La signora accoglie a braccia aperte la giovane che lei crede essere la vera Grace. Suo figlio Horace, intanto, si innamora di lei e la chiede in moglie. La vera Grace, dopo essere stata sottoposta a una difficile operazione, ormai guarita, si presenta dagli Holmcroft, ma viene presa per una truffatrice. Il reverendo Gray, al quale Grace chiede aiuto, riconosce Mercy ma quest'ultima insiste nelle sue false dichiarazioni e lui non insiste oltre.

Mercy, presa dai rimorsi, va a trovare Gray. Così, quando la polizia sta per arrestare la povera Grace, finalmente confessa. Poi torna alla missione, dove trova accoglienza e consolazione.

## Produzione
Il film fu prodotto da Carl Laemmle per l'Independent Moving Pictures Co. of America (IMP).

## Distribuzione
Distribuito dall'Universal Film Manufacturing Company, il film - un cortometraggio in due bobine - uscì nelle sale cinematografiche statunitensi il 26 dicembre 1912. Con il titolo A Designing Woman, ne venne curata una riedizione distribuita il 2 dicembre 1916.